# 楢崎洋子
楢崎 洋子（ならざき ようこ、1953年5月8日 - 2020年8月22日）は、日本の音楽学者、現代音楽の研究者、元武蔵野音楽大学教授。

## 来歴
広島県生まれ。東京芸術大学音楽学部楽理科卒、1992年同大学院博士課程修了、「武満徹と三善晃の作曲方式 - 無調性と音群作法をめぐって」で博士（音楽学）の学位を取得。92年愛知県立芸術大学専任講師、94年助教授、2003年教授、2005年武蔵野音楽大学教授（音楽学）。
1988年、アリオン賞奨励賞受賞。1994年『武満徹と三善晃の作曲様式 - 無調性と音群作法をめぐって』で京都音楽賞を受賞。サントリー音楽賞、メセナアワード選考委員などを務める。
2020年8月22日に死去。67歳没。

## 著書
- 『武満徹と三善晃の作曲様式 — 無調性と音群作法をめぐって』音楽之友社 1994
- 『作曲家◎人と作品シリーズ：武満徹』音楽之友社 2005

編著
- 『日本の管弦楽作品表 1912～1992』日本交響楽振興財団 1994

## 共著
- 『はじめての音楽史 古代ギリシアの音楽から日本の現代音楽まで』片桐功、岸啓子、三浦裕子、塚原康子、長野俊樹、高橋美都、茂手木潔子、須貝静直、久保田慶一、白石美雪共著  音楽之友社、1996